# Ludmilla (chanteuse)
Pour les articles homonymes, voir Ludmilla.
Ludmila Oliveira da Silva, plus connue sous le nom de Ludmilla, née le 24 avril 1995, est une chanteuse et compositrice brésilienne, qui a atteint la célébrité en 2012 avec la chanson Fala Mal de Mim (pt).

## Biographie
Ludmila est née à Rio de Janeiro, mais a grandi à Duque de Caxias dans l'État de Rio de Janeiro. Son ancien nom de scène (MC Beyoncé) a été inspiré par la chanteuse américaine Beyoncé. Ludmilla est considérée comme l'une des meilleures artistes féminines actuelles dans un genre brésilien relativement nouveau, mais populaire parmi les jeunes,.
Lesbienne, elle est mariée à la danseuse Brunna Gonçalves. En 2020, la version brésilienne de Marie-Claire leur a consacré la une.

## Carrière

### 2012: MC Beyoncé
Ludmilla a commencé à publier des vidéos sur YouTube en chantant, sa carrière musicale a décollé après que son single à succès Fala Mal de Mim (sorti sous le nom de MC Beyoncé) publié sur YouTube soit devenu viral. La chanson postée en mai 2012 et a depuis cumulé plus de 17 millions de vues. Le vidéoclip officiel a été publié en octobre de la même année et a depuis accumulé plus de 15 millions de vues.
La chanson a été produite par DJ Will 22 et l'introduction de la chanson comprend un échantillon du classique gospel Oh Happy Day par le chœur St. Francis dans le film Sister Act, acte 2. Depuis, elle fait des tournées au Brésil et de nombreuses apparitions dans des émissions de télévision populaires. Dans une interview au cours de l'émission télévisée de Sistema Brasileiro de Televisão Domingo Legal, Ludmilla a révélé que son ancien nom de scène lui avait été donné par ses amis parce qu'elle était une grande fan de Beyoncé.
Parmi les autres succès de MC Beyoncé, maintenant l'un des principaux représentants du funk carioca au Brésil : Cantar em Inglês, Se Eu Descobrir, Fiu Fiu, avec la participation de MC Magrinho, Garota Recalcada et Fala Mal de Mim.

### 2013: Changement de nom
En 2013, Ludmilla en désaccord avec son manager, Roba Cena, l'a quitté et commencé une nouvelle carrière sous un nouveau nom de scène, Ludmilla, son nom de naissance.

### 2014-2015: premier album
Début 2014, Ludmilla a repris sa carrière avec un nouveau look et a signé un contrat avec Warner Music Brasil pour sortir son premier album avec le label aux racines pop et retirer le MC de son nom de scène.
Le 14 janvier 2014, la chanson Sem Querer est sortie sur iTunes comme le premier single de sa carrière sous son vrai nom. Le clip officiel a été publié un jour plus tard. Le 20 juin 2014, Ludmilla a sorti la chanson Hoje, qui faisait partie de la bande originale de la telenovela Império sur Rede Globo, et son clip respectif. Ludmilla a annoncé par leurs réseaux sociaux le lancement du clip de son troisième single Te Ensinei Certin composé du single Jhama. Le clip a été présenté le 10 février 2015 sur la chaîne Multishow et peu de temps après sur YouTube. La vidéo présente la direction de John Woo et Rabu Gonzales. Le 1er juin 2015, est sorti le single Não Quero Mais. Le clip vidéo réalisé par Rafael Rocha et Lucas Carneiro Neves a été lancé le 13 juillet 2015. La version disque comprend la participation du chanteur Belo, mais pour la sortie unique en tant que version solo a été réalisée. La chanson 24 Horas por Dia est sortie le 15 octobre 2015 à la radio brésilienne en tant que cinquième single de l'album. Le clip est sorti le 18 décembre 2015 sur YouTube et a été réalisé par Felipe Sassi.
Hoje (en) est également le nom de son premier album studio, sorti le 26 août 2014. L'album comprenait également les singles Sem Querer, Ensinei Certin, Não Quero Mais et 24 Horas por Dia,.

## Discographie

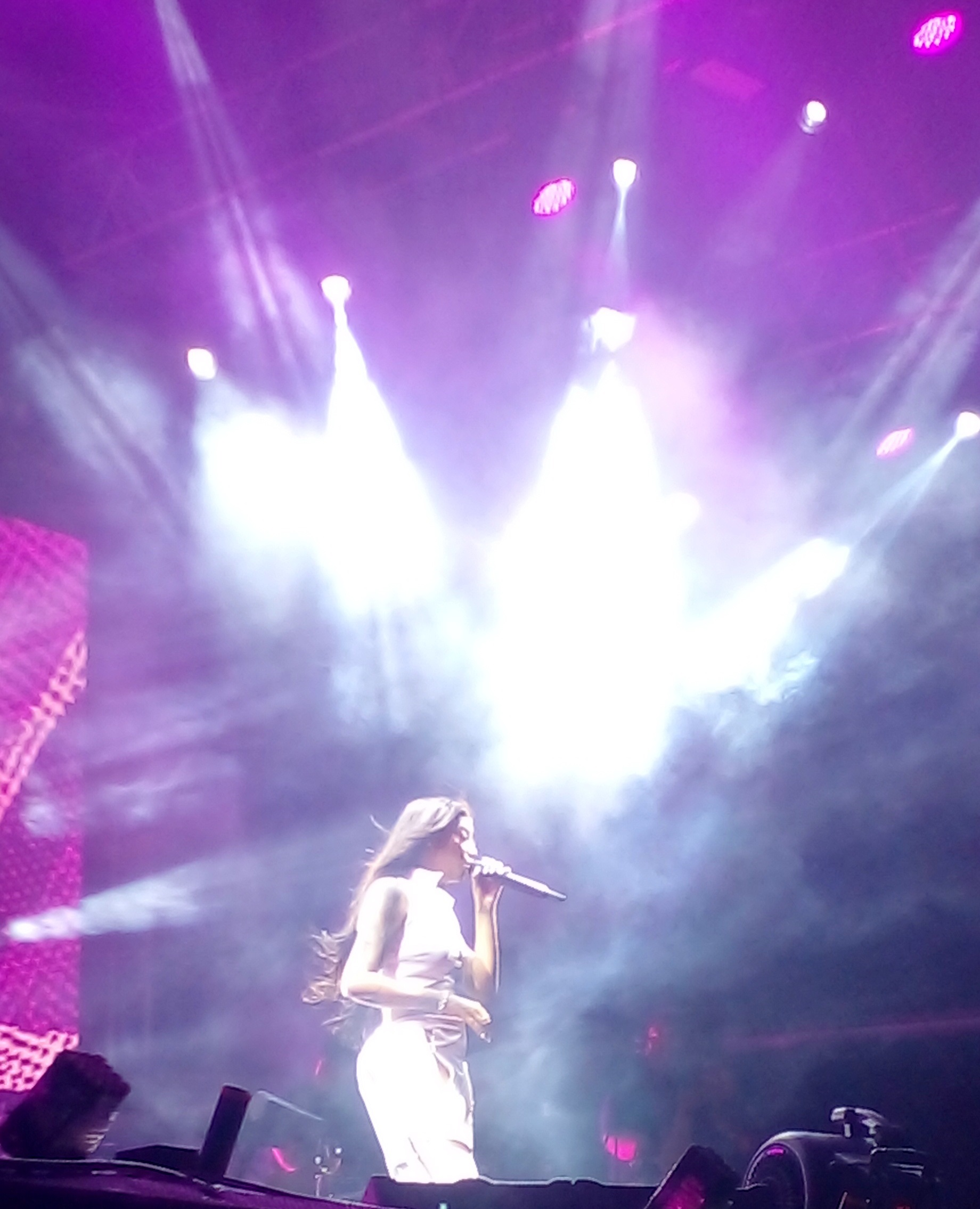
Ludmilla en concert à Angra dos Reis (2023)

Discographie de Ludmilla (en)
- Hoje (en) (2014)
- A Danada Sou Eu (2016)
- Hello Mundo (2019)
- Numanice (2020)
- Vilã (2023)

## Filmographie
| Année | Film, série         | Rôle                     | Notes                                                                                  |
| ----- | ------------------- | ------------------------ | -------------------------------------------------------------------------------------- |
| 2015  | Babilônia           | Elle-même                | Épisode : 19 mars 2015                                                                 |
| 2015  | Alto Astral         | Elle-même                | Épisode : 4 mai 2015                                                                   |
| 2015  | Lucky Ladies        | Elle-même                | Épisode : O Show (Season 1, Episode 3) Épisode : A Reconciliação (Season 1, Episode 4) |
| 2015  | I Love Paraisópolis | Elle-même                | Épisode : 5 octobre 2015                                                               |
| 2015  | #PartiuShopping     | Elle-même                | Épisode 13 : Um Bonde Chamado Ostentação                                               |
| 2015  | Vai que Cola        | Tiziane Ribeiro / Toinha | Épisode : Tiziane, a Heredeira (Season 3, Episode 17)                                  |
| 2016  | Malhação            | Herself                  | Episode 250: 2 août 2016 (Season 23),                                                  |

## Prix et nominations
| Année | Prix                                | Catégorie                                        | Nomination        | Résultat   |
| ----- | ----------------------------------- | ------------------------------------------------ | ----------------- | ---------- |
| 2014  | Radio Music Awards Brasil           | Revelação                                        | Ludmilla          | Lauréat    |
| 2014  | Radio Music Awards Brasil           | Meilleur album                                   | Hoje              | Nomination |
| 2014  | Radio Music Awards Brasil           | Meilleure musique                                | Hoje              | Nomination |
| 2014  | Radio Music Awards Brasil           | Meilleur vidéoclip                               | Hoje              | Nomination |
| 2014  | Rétrospective UOL                   | Meilleur album                                   | Hoje              | Nomination |
| 2015  | Trophée Internet                    | Meilleur chanteur                                | Ludmilla          | Nomination |
| 2015  | Brasil Music Awards                 | Artiste de l'année                               | Ludmilla          | Nomination |
| 2015  | Brasil Music Awards                 | Artiste féminin                                  | Ludmilla          | Nomination |
| 2015  | Brasil Music Awards                 | Artiste de la première heure                     | Ludmilla          | Nomination |
| 2015  | Brasil Music Awards                 | Clip de l'année                                  | Hoje              | Nomination |
| 2015  | Prix multishow                      | Musique de l'année                               | Hoje              | Nomination |
| 2015  | MTV Europe Music Awards             | Meilleur artiste brésilien                       | Ludmilla          | Nomination |
| 2015  | My Nick Awards                      | Révélation musicale                              | Ludmilla          | Nomination |
| 2015  | Radio Music Awards Brasil           | Meilleur chanteur                                | Ludmilla          | Nomination |
| 2015  | Radio Music Awards Brasil           | Meilleure musique                                | Te Ensinei Certin | Nomination |
| 2015  | Radio Music Awards Brasil           | Meilleurs chorégraphie                           | Te Ensinei Certin | Lauréat    |
| 2015  | Melhores do Ano                     | prix Best of the Year pour la musique de l'année | ''Hoje''          | Lauréat    |
| 2015  | Meilleur de l'année selon FM O Dia  | Meilleure musique                                | Te Ensinei Certin | Nomination |
| 2015  | Meilleur de l'année selon FM O Dia  | Meilleur artiste                                 | Ludmilla          | Nomination |
| 2017  | Latin Grammy Awards 2017            | Best Portuguese Language Contemporary Pop Album. | A Danada Sou Eu   | Nomination |
| 2019  | PLAY - Portuguese Music Awards (pt) | Lusophony Award                                  | Ludmilla          | Nomination |